# Castelfiorentino
Castelfiorentino – miejscowość i gmina we Włoszech, w regionie Toskania, w prowincji Florencja.
Według danych na rok 2004 gminę zamieszkiwało 17 006 osób, 257,7 os./km².